# Rendsburg
Rendsburg (Deens: Rendsborg) is een gemeente in de Duitse deelstaat Sleeswijk-Holstein. Het is de Kreisstadt van de Kreis Rendsburg-Eckernförde. De stad telt 28.705 inwoners.
In Rendsburg bevindt zich de Rendsburger Hochbrücke, een tussen 1911 en 1913 gebouwde stalen spoorwegbrug over het Noord-Oostzeekanaal op het traject tussen Hamburg en Fredericia (Denemarken). Inclusief aanloop, de Rendsburger Schleife, meet de brug 7,5 kilometer. De eigenlijke stalen constructie is zo'n 2,5 kilometer lang. Het station van Rendsburg ligt vlak voor de brug.

## Partnersteden[2]
- Aalborg (Denemarken) (sinds 1976)
- Almere (Nederland) (sinds 2014)
- Haapsalu (Estland) (sinds 1989)
- Kristianstad (Zweden) (sinds 1992)
- Lancaster (Engeland) (sinds 1968)
- Piteå (Zweden) (sinds 1978)
- district Racibórz (Polen) (sinds 2004)
- Rathenow, in de Duitse deelstaat Brandenburg, gelegen in het district Havelland (sinds 1990)
- Skien (Noorwegen) (sinds 1995)
- Vierzon (Frankrijk) (sinds 1975)

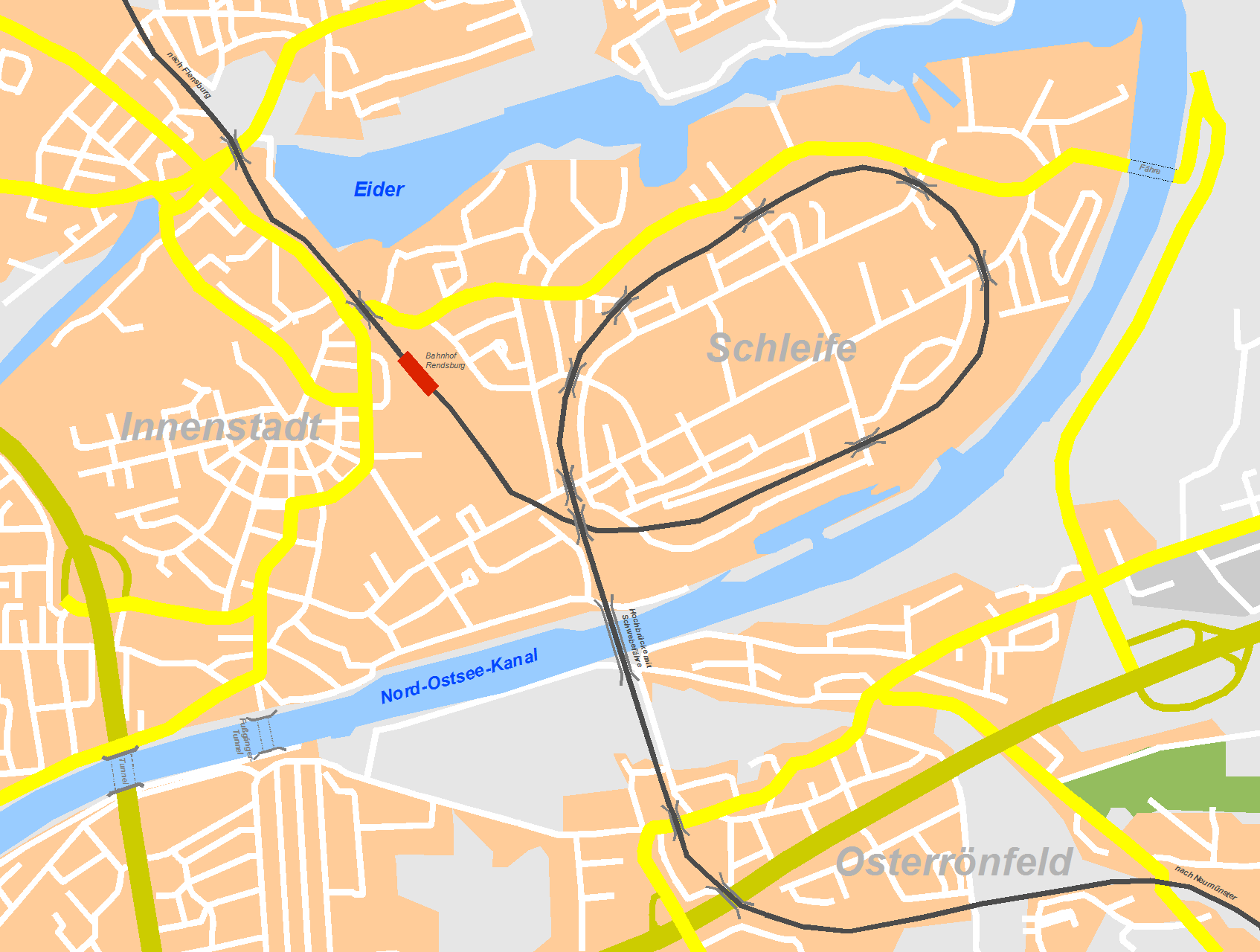
Brug van Rendsburg. De zwarte lijn geeft de spoorlijn en -brug aan die het stadsbeeld domineert
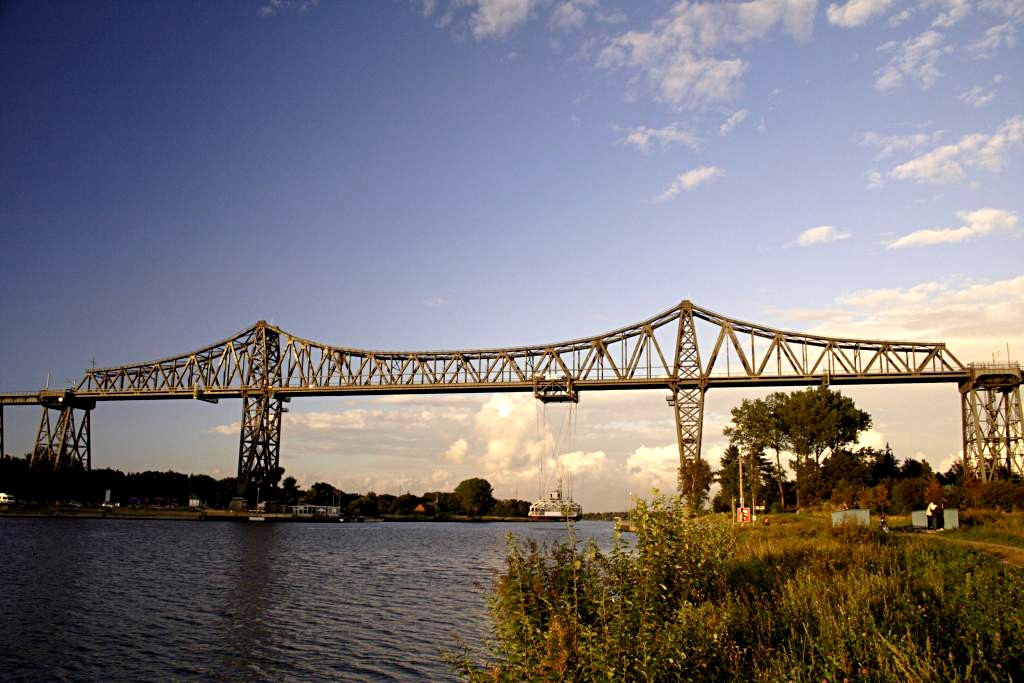
De Rendsburger Hochbrücke
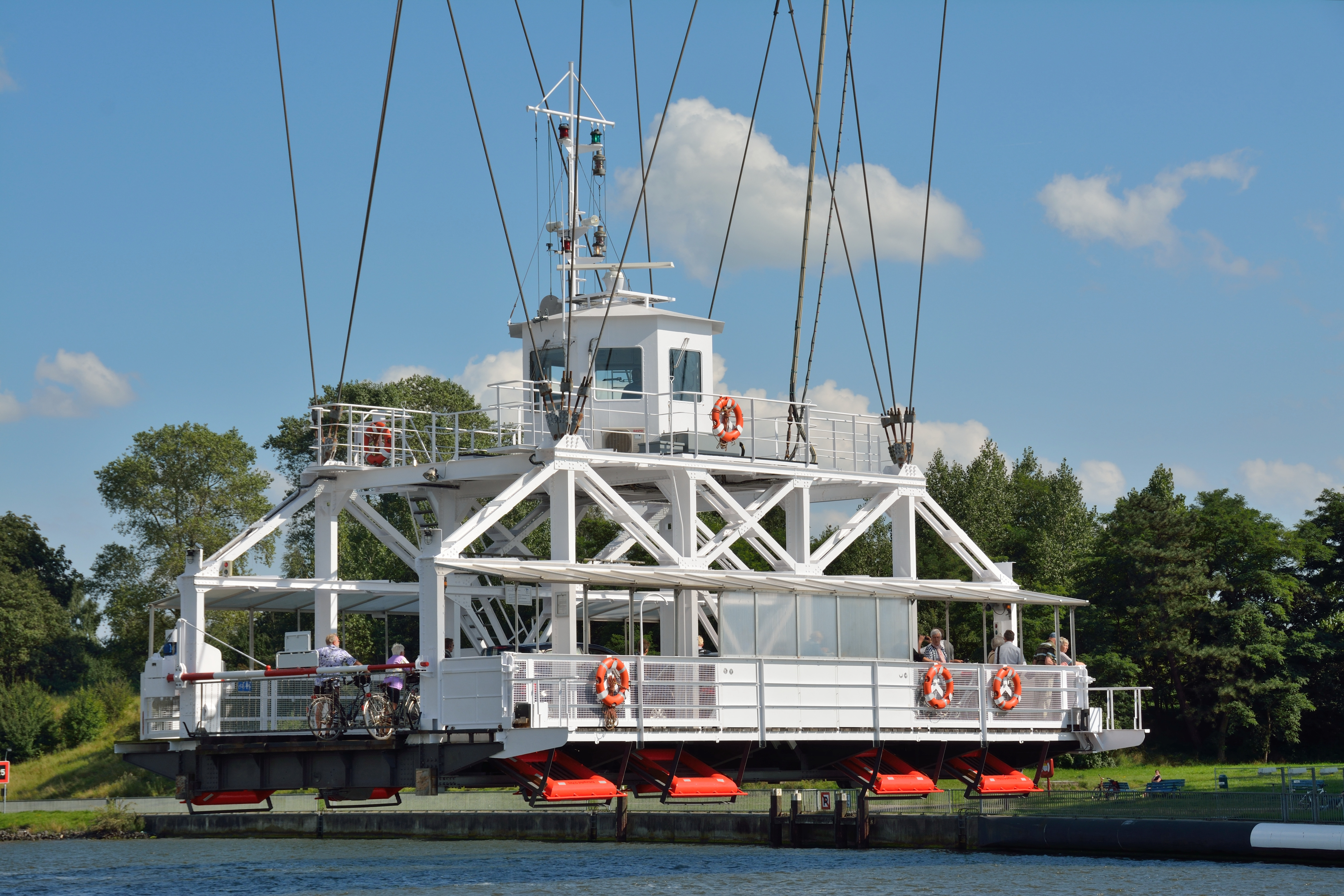
Detailfoto van bewegend onderdeel zweefbrug

Achterwehr · Ahlefeld-Bistensee · Alt Duvenstedt · Altenhof · Altenholz · Arpsdorf · Ascheffel · Aukrug · Bargstall · Bargstedt · Barkelsby · Beldorf · Bendorf · Beringstedt · Bissee · Blumenthal · Böhnhusen · Bokel · Bordesholm · Borgdorf-Seedorf · Borgstedt · Bornholt · Bovenau · Brammer · Bredenbek · Breiholz · Brekendorf · Brinjahe · Brodersby · Brügge · Büdelsdorf · Bünsdorf · Christiansholm · Damendorf · Damp · Dänischenhagen · Dätgen · Dörphof · Eckernförde · Ehndorf · Eisendorf · Ellerdorf · Elsdorf-Westermühlen · Embühren · Emkendorf · Felde · Felm · Fleckeby · Flintbek · Fockbek · Friedrichsgraben · Friedrichsholm · Gammelby · Gettorf · Gnutz · Gokels · Goosefeld · Grauel · Grevenkrug · Groß Buchwald · Groß Vollstedt · Groß Wittensee · Güby · Haale · Haby · Hamdorf · Hamweddel · Hanerau-Hademarschen · Haßmoor · Heinkenborstel · Hoffeld · Hohenwestedt · Hohn · Holtsee · Holzbunge · Holzdorf · Hörsten · Hummelfeld · Hütten · Jahrsdorf · Jevenstedt · Karby · Klein Wittensee · Königshügel · Kosel · Krogaspe · Kronshagen · Krummwisch · Langwedel · Lindau · Lohe-Föhrden · Loop · Loose · Luhnstedt · Lütjenwestedt · Meezen · Melsdorf · Mielkendorf · Molfsee · Mörel · Mühbrook · Negenharrie · Neudorf-Bornstein · Neu Duvenstedt · Neuwittenbek · Nienborstel · Nindorf · Noer · Nortorf · Nübbel · Oldenbüttel · Oldenhütten · Osdorf · Ostenfeld (Rendsburg) · Osterby · Osterrönfeld · Osterstedt · Ottendorf · Owschlag · Padenstedt · Prinzenmoor · Quarnbek · Rade b. Hohenwestedt · Rade b. Rendsburg · Reesdorf · Remmels · Rendsburg · Rickert · Rieseby · Rodenbek · Rumohr · Schacht-Audorf · Schierensee · Schinkel · Schmalstede · Schönbek · Schönhorst · Schülldorf · Schülp b. Nortorf · Schülp b. Rendsburg · Schwedeneck · Seefeld · Sehestedt · Sophienhamm · Sören · Stafstedt · Steenfeld · Strande · Tackesdorf · Tappendorf · Techelsdorf · Thaden · Thumby · Timmaspe · Todenbüttel · Tüttendorf · Waabs · Wapelfeld · Warder · Wasbek · Wattenbek · Westensee · Westerrönfeld · Windeby · Winnemark